# František Kotrba (odbojář)
František Kotrba (4. září 1907 Miličín – 21. července 1942 Ouběnice) byl řídicí učitel z Nové Dubče. Spolu se svojí manželkou, učitelkou ručních prací Marií Kotrbovou se za Protektorátu Čechy a Morava zapojil do protiněmeckého odboje.

## Život
František Kotrba se narodil 4. září 1907 v Miličíně u Votic. Po absolvování učitelského ústavu v Hořovicích působil jako učitel, naposled na obecných školách v Nové Dubči a Běchovicích. Od 1. září 1931 byl členem TJ Sokol Běchovice. Oženil se 2. září 1933 a s manželkou Marií Kotrbovou, rozenou Kolocovou (* 26. ledna 1904 Praha) bydlel v Nové Dubči v Nádražní ulici čp. 320 (dnes Praha-Běchovice). Jeho žena byla také učitelka. V roce 1934 se manželům narodila dcera Hana a o rok později syn Ladislav.

## V domácím odboji
Do odboje se zapojil od začátku okupace, přispíval do časopisu "V boj", podílel se na vybudování odbojých skupin v okolí Uhříněvse a na Benešovsku. Spolupracoval s pplk. Václavem Novákem z Uhříněvse a karlínskou sokolskou skupinou okolo Břetislava Lyčky. František Kotrba přivedl k dr. Lyčkovi pplk. Václava Nováka na setkání s Ladislavem Vaňkem.

### MUDr. Břetislav Lyčka
V domácím odboji spolupracoval František Kotrba se členem sokolské odbojové skupiny Jindra MUDr. Břetislavem Lyčkou z pražského Karlína. Dr. Lyčka patřil mezi podporovatele parašutistů výsadku Anthropoid. Organizoval ilegální schůzky s parašutisty a obstarával pro potřeby odboje falešné doklady. Léčil zraněné československé vojáky (parašutisty), kteří se účastnili atentátu na Heydricha (konkrétně Jozefa Gabčíka a Jana Kubiše). Dr. Lyčka spolu se svojí ženou Františkou Lyčkovou udržoval kontakt se členem téže odbojové skupiny, architektem Vladislavem Čalounem.

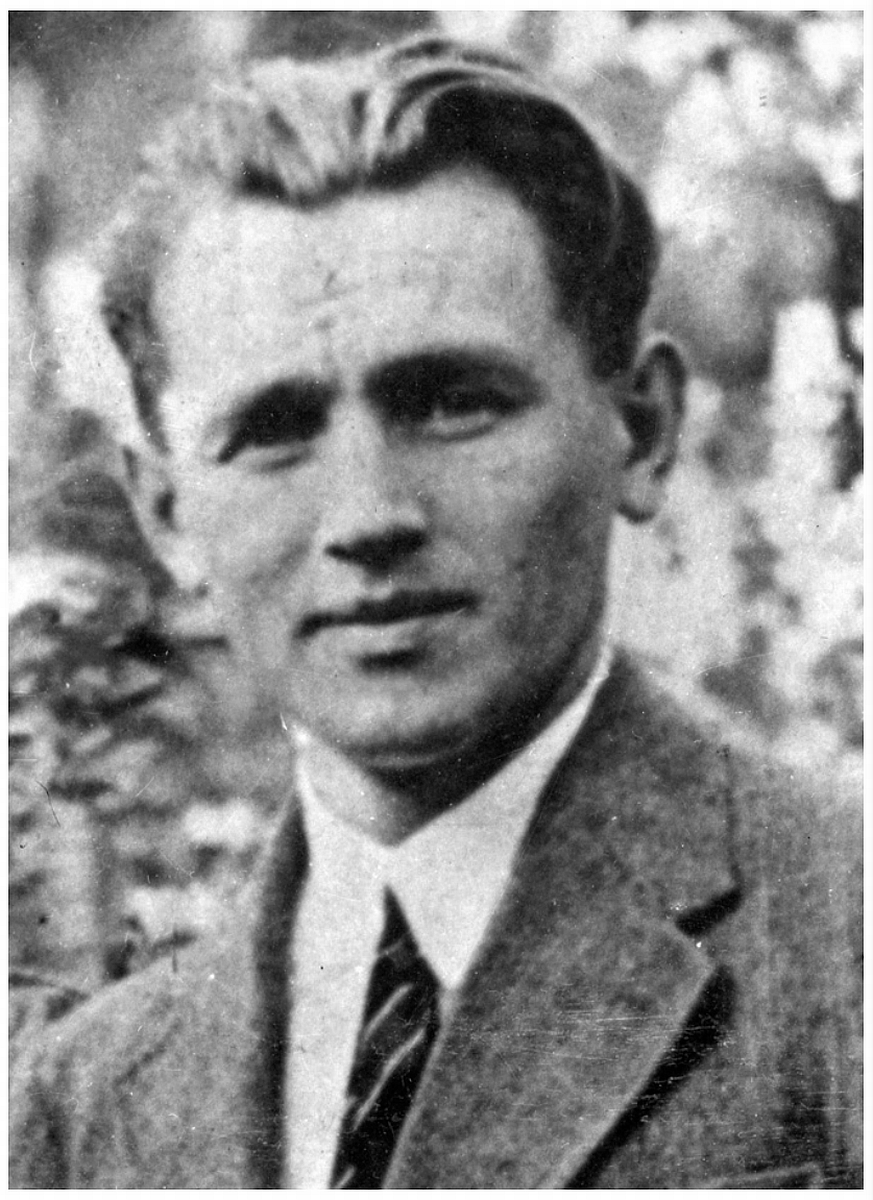
MUDr. Břetislav Lyčka
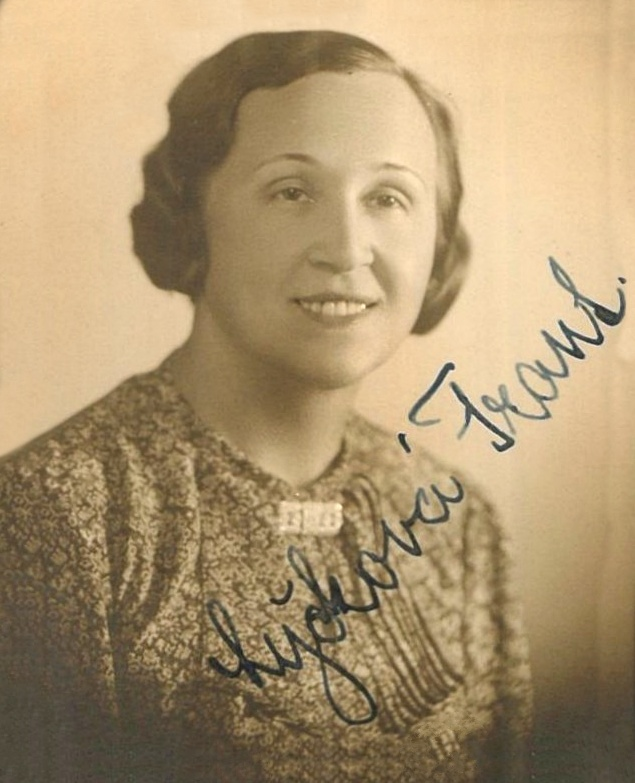
Františka Lyčková
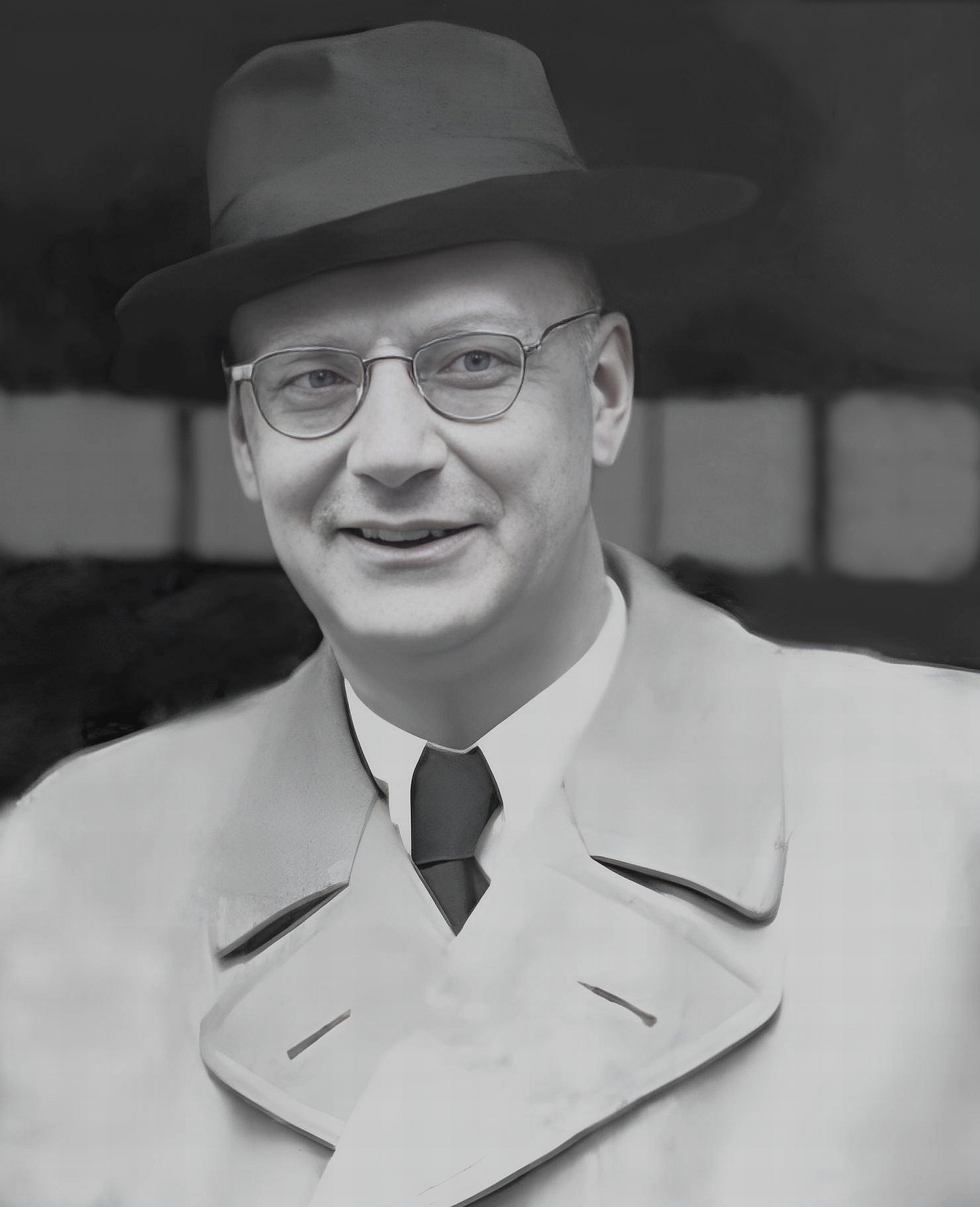
Vladislav Čaloun

### Zatčení Františka Kotrby
Necelý měsíc po Čurdově zradě (16. června 1942) začalo gestapo v Praze hromadně zatýkat odbojáře v Karlíně a ve Vysočanech. Dr. Lyčka byl varován, že se již gestapo dostalo na jeho stopu. Dne 14. července 1942 zanechal večer v úkrytu u Vladislava Čalouna svou ženu Františku a uprchl do jiného bytu. Jeho manželka byla zatčena 15. července 1942 v Praze na nádraží těsně před svým odjezdem na Moravu. MUDr. Břetislav Lyčka se od 16. července 1942 ukrýval mimo Prahu v domku v Ouběnicích u truhláře Ludvíka Vaňka (* 1909 v Ouběnicích). Při opouštění Prahy použil Dr. Lyčka půjčenou občanskou legitimaci jednoho ze členů odbojové skupiny (tramvajáka) Františka Münzbergera.
V Ouběnicích pobýval František Kotrba s manželkou od 15. července 1942 v domku čp. 34 Vojtěcha Petráška. A byl to právě František Kotrba, koho Lyčka 19. července 1942 pověřil, aby do Prahy vrátil Münzbergerovi jeho průkaz totožnosti. Tou dobou se ale na četnické stanici v Ouběnicích již nacházel zatykač na MUDr. Břetislava Lyčku včetně informace, že je ozbrojen a vybaven průkazem totožnosti na jméno Münzberger. Kotrba byl ale o den později v Praze v bytě Františka Münzbergera zatčen gestapem. Při osobní prohlídce byl u něj nalezen jak Münzbergerův průkaz, tak i lístek z vlaku z železniční stanice Tomice. Po zatčení gestapem byl při výslechu Kotrba donucen slíbit vyšetřovatelům, že příslušníky zatýkacího komanda dovede do místa Lyčkova úkrytu.

### V Ouběnicích

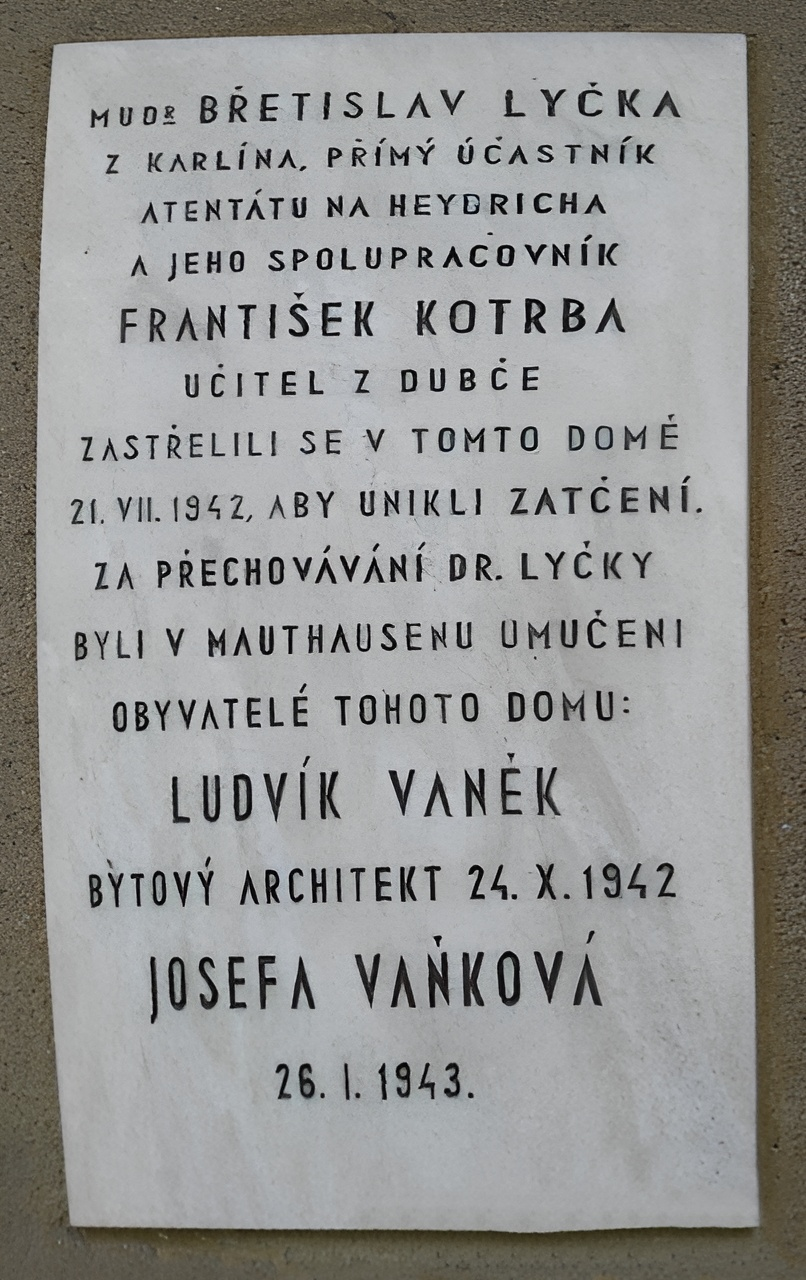
Pamětní deska v Ouběnicích na objektu s evidenčním číslem 110

Dne 21. července 1942 přivezlo gestapo Františka Kotrbu do Ouběnic, kde musel označit dům, kde se Lyčka ukrýval. Následně gestapo objekt obklíčilo a úředníci gestapa poslali Kotrbu do domku, kde měl vyjednat Lyčkovu kapitulaci. Místo kapitulace se František Kotrba a Břetislav Lyčka ve sklepě domku v obklíčení gestapem v bezvýchodné situaci zastřelili.
Tělesné ostatky MUDr. Břetislava Lyčky a Františka Kotrby byly převezeny do Prahy a tajně pohřbeny do společného šachtového (anonymního) hrobu při severní zdi Ďáblického hřbitova. Marie Kotrbová byla po zatčení, výsleších a věznění převezena do koncentračního tábora Mauthausen, kde byla 24. října 1942 v 8.58 hodin zastřelena ranou do týla.

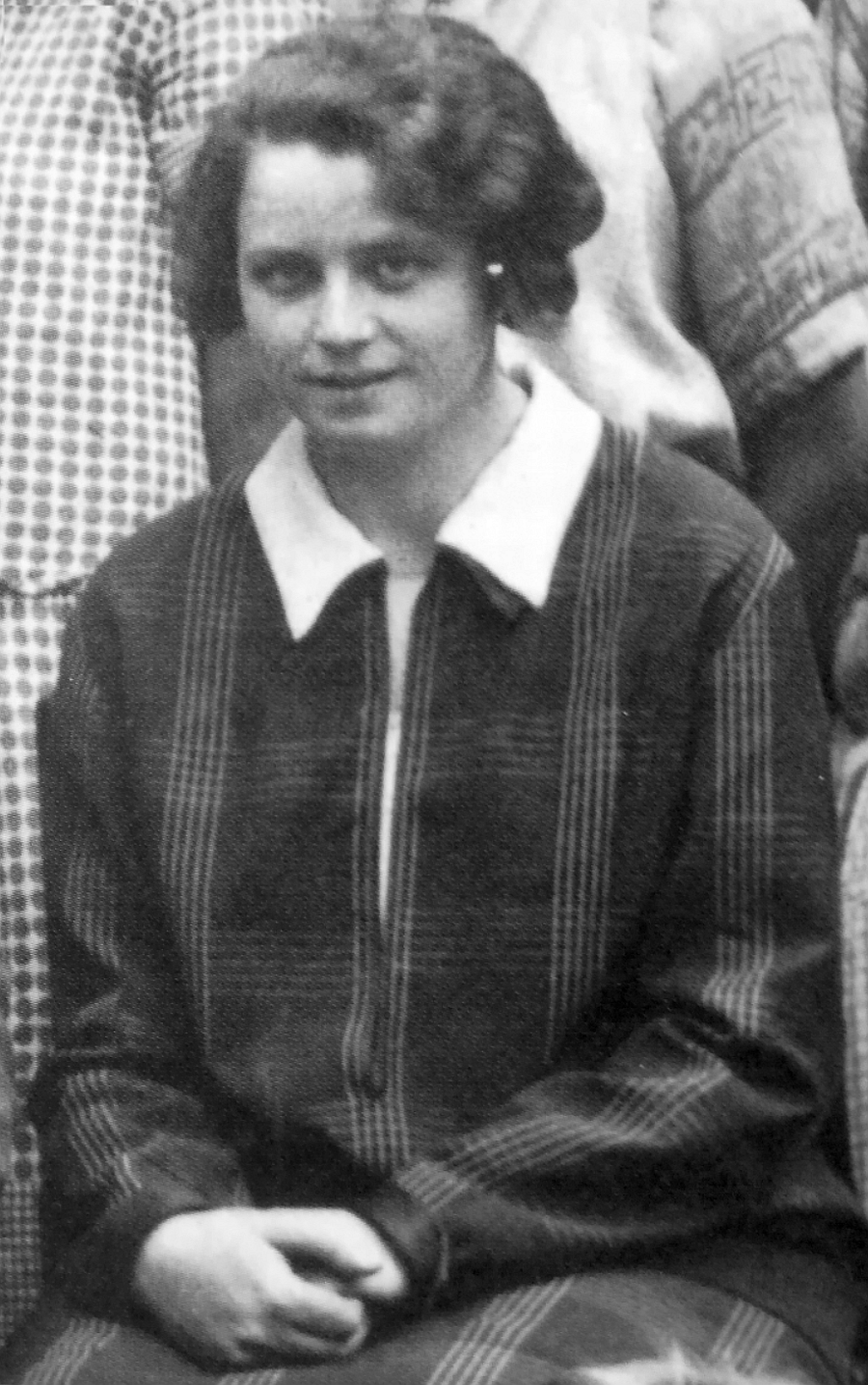
Marie Kotrbová
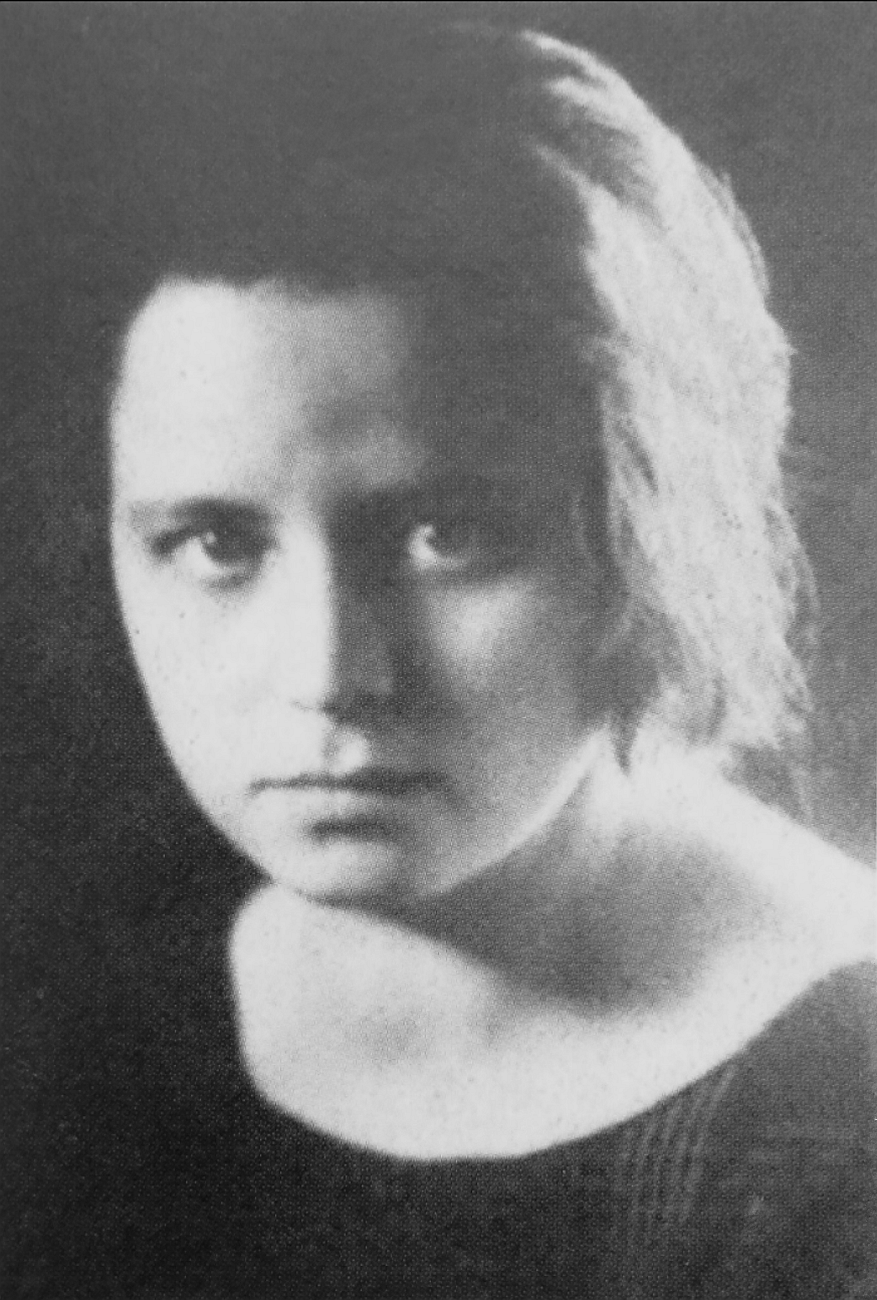
Marie Kotrbová

## Dovětek
- Manželka MUDr. Břetislava Lyčky Františka Lyčková (rozená Mannová, * 3. března 1899) byla popravena 24. října 1942 v KTM.
- Odbojář František Münzberger (* 29. ledna 1898) byl popraven 24. října 1942 v KTM.
- Truhlář Ludvík Vaněk (* 11. září 1909 v Ouběnicích) z Ouběnic byl popraven spolu s dalšími 260 podporovateli parašutistů 24. října 1942 v odstřelovacím koutě bunkru koncentračního tábora Mauthausen.
- Jeho manželka Josefa Vaňková (rozená Sekáčová, * 18. března 1912 v Tvoršovicích) byla nejprve vězněna v pražské pankrácké věznici.[12] Tady dne 2. listopadu 1942 porodila syna Ludvíka.[12] Poté byla odvezena do koncentračního tábora Mauthausen, kde zahynula spolu s 30 dalšími odbojáři 26. ledna 1943.[12][p. 2]
- Syn manželů Ludvíka a Josefy Vaňkových druhou světovou válku přežil v kojeneckém ústavu v pražské Krči.[12] Po skončení německé okupace českých zemí se malého Ludvíka (* 2. listopadu 1942) ujala jeho babička Anna Sekáčová.[12]
- Hana a Ladislav, děti Františka a Marie Kotrbových, byly od srpna 1942 internovány v zámečku Jenerálka, poté ve Svatobořicích a v Plané nad Lužnicí, kde se dočkaly konce války.[4]

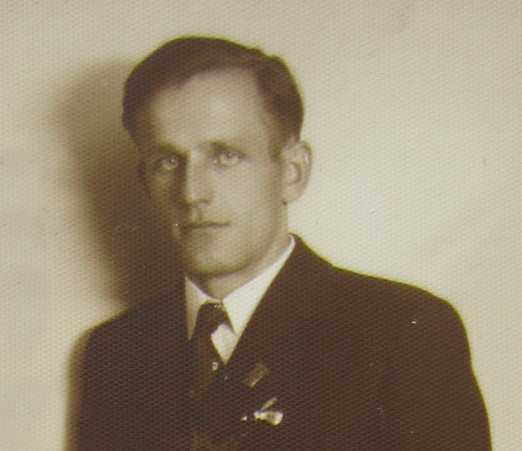
Ludvík Vaněk
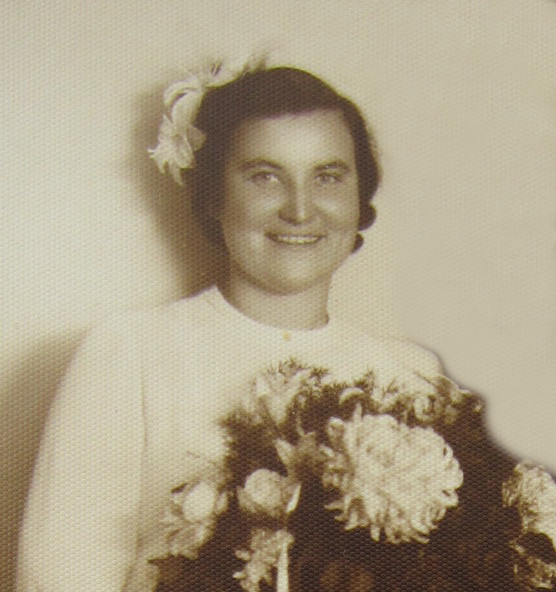
Josefa Vaňková

## Připomínka
- Bílá pamětní deska s černým písmem v Ouběnicích na domku Vaňkových připomíná události z 21. července 1942. Objekt s pamětní deskou se nachází na severozápadním okraji obce, má evidenční číslo 110 (tabulka žluté barvy s číslem 0110) a oficiální adresu: Ouběnice ev. č. 110, 257 51 Bystřice - Ouběnice, Středočeský kraj, Česko.[1][13] Na pamětní desce je nápis: MUDR. BŘETISLAV LYČKA / Z KARLÍNA, PŘÍMÝ ÚČASTNÍK / ATENTÁTU NA HEYDRICHA / A JEHO SPOLUPRACOVNÍK / FRANTIŠEK KOTRBA / UČITEL Z DUBČE / ZASTŘELILI SE V TOMTO DOMĚ / 21.VII.1942, ABY UNIKLI ZATČENÍ. / ZA PŘECHOVÁVÁNÍ DR. LYČKY / BYLI V MAUTHAUSENU UMUČENI/ OBYVATELÉ TOHOTO DOMU: / LUDVÍK VANĚK / BYTOVÝ ARCHITEKT 24.X.1942 / JOSEFA VAŇKOVÁ / 26.I.1943. // VĚRNI ZŮSTANEME.[1]